# Номерні знаки Туреччини

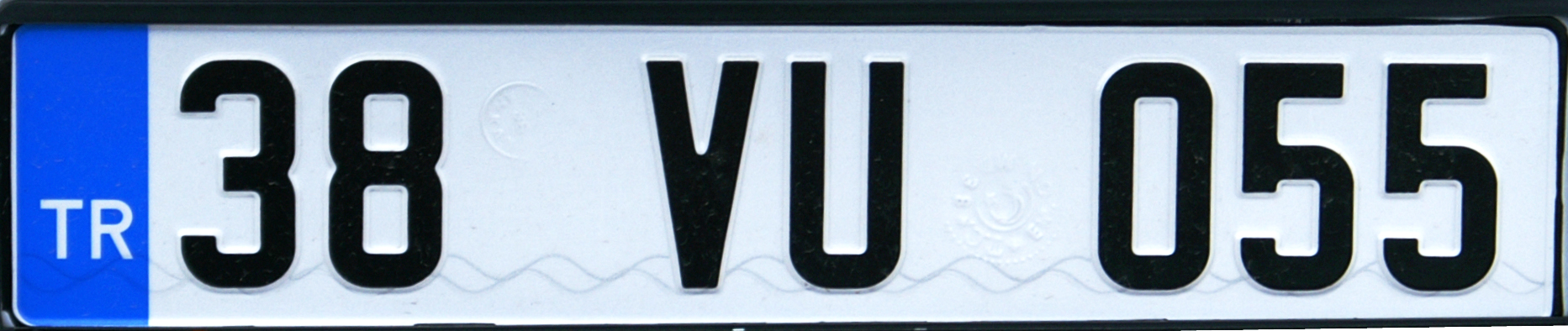
Номерний знак Туреччини чинного зразка.

Автомобільні номерні знаки Туреччини використовуються для реєстрації транспортних засобів у Туреччини. Вони використовуються для перевірки законності використання, наявності страхування та ідентифікації транспортних засобів.

## Формат
Номерний знак має прямокутну форму і виготовлений з алюмінію. Ліворуч — код країни «TR» та синій смузі 4×10 см, уподібненої до смуги ЄС. Пластина має біле тло з чорними символами, для державних транспортних засобів — білий текст на чорному тлі. Всі транспортні засоби повинні мати передню і задню пластини, за винятком мотоциклів і тракторів. У номерних комбінаціях використовуються всі літери турецької абетки, за винятком Ç, Ş, İ, Ö, Ü і Ğ.

### Синя смуга

Синя смуга, уподібнена до смуги ЄС.

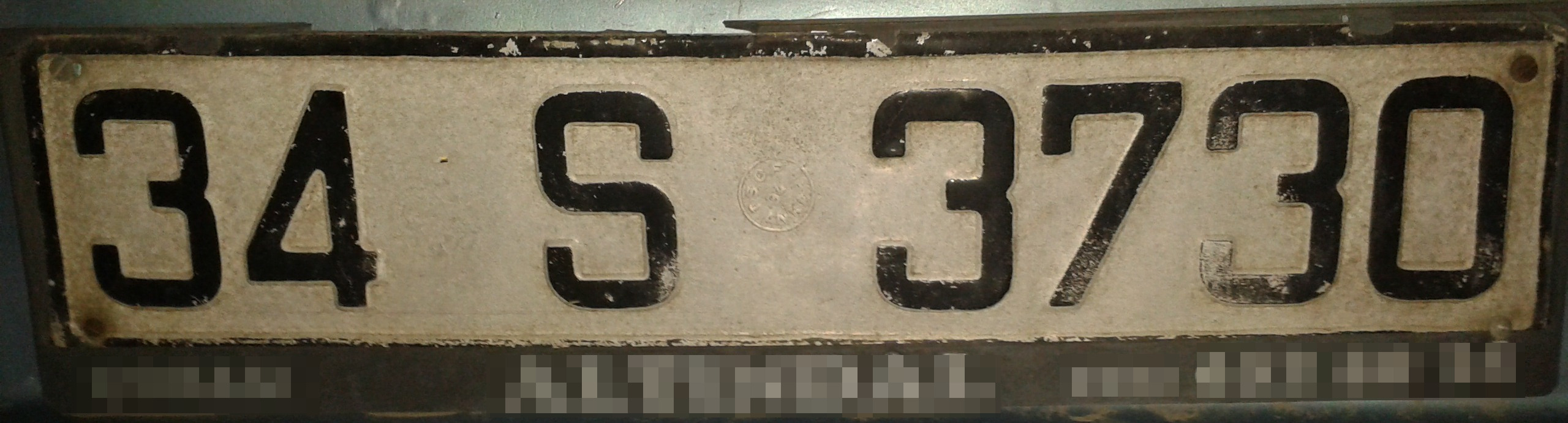
Номерний знак без синьої смуги (до 1995 року).

Синя смуга була введена після вступу Туреччини до Європейського митного союзу у 1995 році. Однак наявність смуги не є обов'язковою і замість неї можливе розміщення зображення прапора Туреччини.

### Розміри

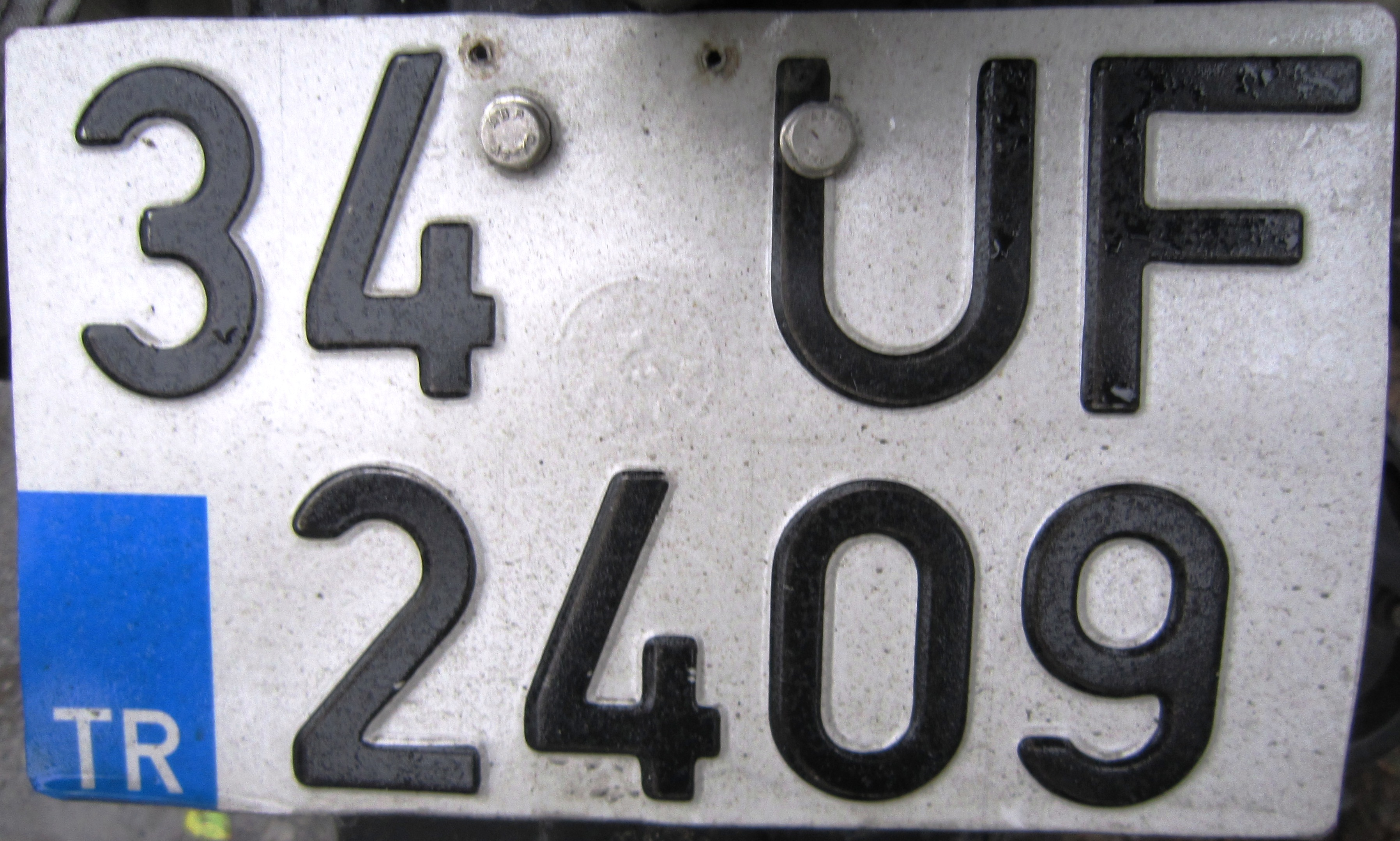
Номерний знак для мотоцикла

- 15 × 24 см — для мотоциклів, мопедів і тракторів.
- 11 × 52 см — передній і задній для автомобілів.
- 21 × 32 см — задній для позашляховиків, фургонів, вантажівок та автобусів.
- 15 × 30 см — для імпортних автомобілів, якщо не підходить стандартний розмір.

## Система нумерації
Комбінування числових та літерних символів здійснюється наступним чином:
- 99 X 9999, 99 X 99999
- 99 XX 999, 99 XX 9999
- 99 XXX 99.

У деяких провінціях компонування символів поділяється на групи для зборів податків та зборів.
99 — дві цифри префікса, що позначає місце розташування, код провінції основного місця проживання власника автомобіля.
X/XX/XXX — одна, дві або три літери.
9999/999/99 — чотири, три або дві цифри, залежно від кількості літер, що передували, загалом не більше шести літер і цифр.

## Типи
| Тип | Приклад | Примітки |
| --- | ------- | --- |
| Приватні |         | |
| Провінційні уряди, ректори університетів                                                                    |         | 99 A 9999 (червоні символи на білому тлі). |
| Поліція |         | 99 A 99999, 99 AA 999 або 99 AAA 999 (білі символи на синьому тлі). |
| Міжнародні організації                                                                                      |         | 99 B 9999 (синій текст на білому тлі). |
| Дипломатичні                                                                                                |         | Corps Diplomatique: 99 CD 999: (зелений текст на білому тлі). |
| Консульські                                                                                                 |         | 99 CC 9999: (білий текст на зеленому тлі) |
| Тимчасові                                                                                                   |         | 99 G 9999 (чорні символи на жовтому тлі). Дійсні терміном до 1 місяця. |
| Тимчасові митні                                                                                             |         | 99 GMR 999 (червоні символи на зеленому тлі). |
| Іноземці з тимчасовою посвідкою на проживання                                                               |         | 99 MA 999 до 99 MZ 999: (чорні символи на білому тлі). |
| Громадяни Сирії з тимчасовою посвідкою на проживання                                                        |         | 99 SAA 999 до 99 SZZ 999: (чорні символи на білому тлі). |
| Таксі (провінція Стамбул)                                                                                   |         | 34 TAA 99 до 34 TKZ 99. |
| Таксі (крім провінції Стамбул)                                                                              |         | 99 T 9999. |
| Персональні                                                                                                 |         | Замість літерних символів можна нанести будь-який текст. |
| Президентські                                                                                               |         | Номерний знак президента не має номера, а лише нанесений на пластину символ. Автомобілі кортежу мають номерні знаки за форматом «CB 00X».[джерело?] |
| Віце-спікер і голови парламентських комісій                                                                 |         | TBMM — Великі національні збори Туреччини. |
| Спікер, прем'єр-міністр, члени уряду, начальник Генерального штабу, вищі командири армій, окремі підрозділи |         | Золотисті символи на червоному тлі. |
| Губернатори провінцій                                                                                       |         | 99 9999 (золотисті символи на червоному тлі), перші дві цифри — код відповідної провінції. |
| Уряду та адміністрацій                                                                                      |         | 99 AA 999: (білі символи на чорному тлі), перші дві цифри — код відповідної провінції. |
| Військові                                                                                                   |         | 999999 (чорні символи на білому тлі пластини з параметрами 7 × 20 см на бампері автомобіля). 000999 — Генеральний штаб Турецької Республіки, 100999 — Перша армія, 200999 — Друга армія, 300999 — Третя армія, 400999 — Егейська армія, 500999 — ВМС, 600999 — ВПС, 700999 — Жандармерія. |
| До 1996 року (приватні)                                                                                     |         | Без синьої смуги ліворуч. |
| До 1962 року (приватні)                                                                                     |         | Назви провінцій написані цілком у верхній частині пластини; чорне тло з білими символами. |
| До 1996 року (поліція)                                                                                      |         | Білі символи на зеленому тлі. |

## Регіональні коди

Карта Туреччини з кодами провінцій.

Перші дві цифри номерного знака, які вказують на регіон реєстрації:
| Код | Провінція      | Код | Провінція     | Код | Провінція |
| --- | -------------- | --- | ------------- | --- | --------- |
| 01  | Адана          | 28  | Гіресун       | 55  | Самсун    |
| 02  | Адияман        | 29  | Гюмюшхане     | 56  | Сіїрт     |
| 03  | Афьонкарагісар | 30  | Хаккярі       | 57  | Сіноп     |
| 04  | Агри           | 31  | Хатай         | 58  | Сівас     |
| 05  | Амасья         | 32  | Испарта       | 59  | Текірдаг  |
| 06  | Анкара         | 33  | Мерсін        | 60  | Токат     |
| 07  | Анталія        | 34  | Стамбул       | 61  | Трабзон   |
| 08  | Артвін         | 35  | Ізмір         | 62  | Тунджелі  |
| 09  | Айдин)         | 36  | Карс          | 63  | Шанлиурфа |
| 10  | Баликесір      | 37  | Кастамону     | 64  | Ушак      |
| 11  | Біледжик       | 38  | Кайсері       | 65  | Ван       |
| 12  | Бінгьоль       | 39  | Киркларелі    | 66  | Йозгат    |
| 13  | Бітліс         | 40  | Киршехір      | 67  | Зонгулдак |
| 14  | Болу           | 41  | Коджаелі      | 68  | Аксарай   |
| 15  | Бурдур         | 42  | Конья         | 69  | Байбурт   |
| 16  | Бурса          | 43  | Кютаг'я       | 70  | Караман   |
| 17  | Чанаккале      | 44  | Малатья       | 71  | Кириккале |
| 18  | Чанкири        | 45  | Маніса        | 72  | Батман    |
| 19  | Чорум          | 46  | Кахраманмараш | 73  | Ширнак    |
| 20  | Денізлі        | 47  | Мардін        | 74  | Бартин    |
| 21  | Діярбакир      | 48  | Мугла         | 75  | Ардаган   |
| 22  | Едірне         | 49  | Муш           | 76  | Игдир     |
| 23  | Елязиг         | 50  | Невшехір      | 77  | Ялова     |
| 24  | Ерзінджан      | 51  | Нігде         | 78  | Карабюк   |
| 25  | Ерзурум        | 52  | Орду          | 79  | Кіліс     |
| 26  | Ескішехір      | 53  | Різе          | 80  | Османіє   |
| 27  | Газіантеп      | 54  | Сакар'я       | 81  | Дюздже    |

Назви провінцій до 67-ї позиції наведені в алфавітному порядку, за винятком провінцій Мерсін, Кахраманмараш і Шанлиурфа за їхніми попередніми назвами — İçel, Maraş і Urfa відповідно. З 67-ї позиції назви наведені в числовому порядку кодів.